# 올리버 피플스

올리버 피플스

올리버 피플스(Oliver Peoples)는 눈에 착용하는 안경과 선글라스를 만드는 회사로, 1986년 Ken Schwartz 와 Larry Leight에 의해 설립되었다.

## 발전

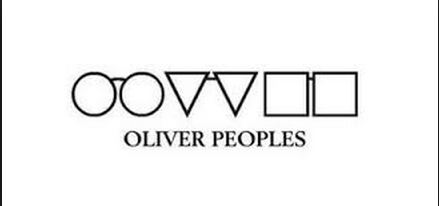
올리버 피플스 로고의 의미는 집을 짓는 것과 같이 안경도 무에서 유를 창조하는 것을 상징화 하고 있다

올리버 피플스는 West Hollywood, CA 에 설립되었고 1987년 처음으로 독일어 보그의 표지에 등장했다. 그들은 부티끄에서 빈티즈 프레임을 판매하기 시작했고, 지금은 Oliver peoples vision, Mosley Tribes 그리고 폴스미스 안경 등의 브랜드를 포함하고 있다. 게다가 https://web.archive.org/web/20180509000630/https://oliverpeoples.com/ 및 Oliver peoples 소매점에서 판매되고 있는 안경은 전세계 유명한 패션 부티끄와 백화점에서 찾을 수 있다.
이 브랜드는 GQ (UK) GQ(France) Men's Vogue, Elie, cosmopolitan 그리고 Women's Vogue와 같은 남성과 여성 패션잡지에 모습을 보였다.
2010년 3월, Oliver peoples는 8개의 핵심 패션잡지에 모습을 보였다. 브랜드의 서명 정보는 프레임의 전면 상단 모서리 또는 측면의 두개의 점이다.
2006년 현재 Luxottica의 자회사인 Oakley가 Oliver Peoples를 5570만 달러에 인수했다.

## 현재
올리버 피플스의 창시자인 Larry leight 에 따르면 회사에는 안경사와 의사가 함께 일한다고 한다. 마케팅이나 브랜딩 그리고 디자인을 떠나 각 안경이 얼굴에 편안하게 맞는지, 눈에는 좋은지를 우선적으로 확인하기 위해서 라고 한다. 그리고 올리버 피플스가 도드라지는 브랜드가 될 수 있었던 계기중 하나는 배우나 뮤지션, 그리고 패션을 주도하는 사람들이 애용한 덕분이라고 한다.실제 로버트 다우니 주니어, 톰 크루즈, 브래드 피트, 빌 게이츠, 스필버그 등 전 세계의 유명인사들이 애용하는 것으로도 유명하다. 복고적인 안경들의 절반이상은 올리버피플스를 참고로 하고 있다는 것이 일반적인 평일 만큼, 클래식 아이웨어의 교과서같은 브랜드이다. 대한민국에서도 영화나 드라마에서 연예인들이 주로 이용하고있고 점점 대중적으로 인기몰이를 하고 있는 중이다. 하지만 Luxottica에서 한국에 올리버 피플스를 공급하던 업체의 제품이 모두 소모될때까지 Luxottica Korea에 물품을 공급하고 있지않아, 인기품목은 재고가 부족하고 기존 제품들만 가지고 판매를 하고있어 소비자들의 원성을 사고 있다.

### 도슨
도슨(dawson)은 올리버 피플스 한국사람의 취향을 매우 만족시키는 깔끔한 원형모양이다. 100% 티타늄 위에 세라믹으로 전면부를 코팅했고, 부조방식으로 정교하게 세공된 제품이다. 가격은 49만원이다.

### 릴리
릴리(riley)는 아세테이트 소재로 만들어져 라인이 가볍고 타원형의 동그란 모양의 안경이다. 모양,크기,무게 모든면에서 안정적이며 남녀노소 모두에게 인기있는 제품이다.
가격은 32만원이다.

### 젠트
젠느(gent)는 타이타늄 소재로써 굉장히 가벼운 것이 특징이고, 프레임이 작은 편이기 때문에 얼굴의 폭이 작은 사람들에게 인기있는 제품이다. 현재 단종되었다

### 바리스타
바리스타(barista)는 100% 타이타늄 소재로 가볍다. 바리스타의 경우 모델의 안쪽과 바깥쪽의 컬러가 다른데, 바깥이 좀더 어두운 투톤형식이라고 볼 수 있다. 현재 단종되었다.

## 같이 보기
- 레이밴